# デジャ・メイク・ハー
「デジャ・メイク・ハー」 (D'yer Mak'er) は、イギリスのロックグループ、レッド・ツェッペリンの楽曲。1973年、彼らの第5作アルバム『聖なる館』のB面2曲目に収められて発表された。作詞作曲は ジョン・ボーナム、ジョン・ポール・ジョーンズ、ジミー・ペイジおよびロバート・プラント。レコードでの演奏時間は約4分20秒。

## 概要
ボーナムの主導で作られた快活な曲である。当初は、1950年代風ロックンロールとしてリハーサルされていたが、途中からバックビートの要素が加って、レゲエ風の曲に仕上がった。
この奇妙な題名は、イギリスの古いジョークから来ている。このフレーズをイギリス人が発音すると「ジャマイカ」と言っているように聞える。そこから、イギリス人であるレッド・ツェッペリンがジャマイカ発祥のレゲエを歌うという一種のジョークとなっている。また、このジョークの内容は、この曲の歌詞とも関係している。その古いジョークとは以下のようなものである。
A:「妻と喧嘩したんだ。あいつ、ジャマイカに行っちまったんだよ」
B:「ジャマイカ!?」
A:「（「D'yer mak'er!?」と言われたと思って）いや、あいつが自分で出て行ったのさ」
「D'yer mak'er ?」は「Did you make her ?」の表音である。そして、この文脈では「お前がそうさせたのか？」という意味になる。つまり、妻に棄てられた上、「D'yer mak'er?（ジャメイカ？）＝お前がそうさせたのか？」となじられる男の物語を「ジャマイカ」風に歌うという凝った、そしていささかひねくれた楽曲である。
ペイジは、「この曲をレゲエだと言ったことはない。自分たちに本当のレゲエなど演奏できないのだから、そんなことを言ったらレゲエに失礼だ」という主旨の発言を残している。ただし、現在では、多くのレゲエアーティストがこの曲をカヴァーしている。

## ステージ・パフォーマンス
1975年5月25日のアールズコートのライブの「コミュニケイション・ブレイクダウン」曲の後半の演奏で、ロバート・プラントがこの曲の歌詞を口遊む箇所がある。